# جایزه پیشتاز گلد
جایزه پیشتاز گلد یک جایزه ویژه رسانه گلد است که هر ساله توسط همایش اتحاد همجنس‌گرایان علیه افترا که در لس آنجلس برگزار می‌شود، ارائه می‌شود. این جایزه به یکی از اعضای انجمن سرگرمی ارائه می‌شود که به عنوان دگرباش جنسی معرفی نمی‌شوند اما در ارتقاء حقوق برابری برای افراد دگرباشان جنسی تفاوت قابل توجهی ایجاد کرده و تأثیرات بسیاری داشته‌است.

## لیست دریافت کنندگان
- ۱۹۹۳ - روزان بار و تام آرنولد
- ۱۹۹۴ - آرون اسپلینگ
- ۱۹۹۵ - استیو تیش
- ۱۹۹۶ - سیدنی شینبرگ
- ۱۹۹۷ - کریستینا سارالگویی
- ۱۹۹۸ - شر
- ۱۹۹۹ - ووپی گلدبرگ
- ۲۰۰۰ - الیزابت تیلور
- ۲۰۰۲ - شرلی مک‌لین
- ۲۰۰۳ - اریک مک‌کورمک
- ۲۰۰۴ - آنتونیو باندراس
- ۲۰۰۵ - لایزا مینولی
- ۲۰۰۶ - شارلیز ترون
- ۲۰۰۷ - جنیفر آنیستون
- ۲۰۰۸ - جنت جکسون
- ۲۰۰۹ - کتی گریفین
- ۲۰۱۰ - درو بریمور
- ۲۰۱۱ - کریستین چنووس[۱]
- ۲۰۱۲ - جاش هاچرسون[۲]
- ۲۰۱۴ - جنیفر لوپز[۳]
- ۲۰۱۵ - مایلی سایرس
- ۲۰۱۶ - دمی لواتو[۴]
- ۲۰۱۷ - پاتریشا آرکت[۵]
- ۲۰۱۸ - بریتنی اسپیرز[۶]
- ۲۰۱۹ - بیانسه و جی-زی[۷]
- ۲۰۲۰ - تیلور سویفت[۸]